# Narkissos
Narkissos (někdy taky Narcis, latinsky Narcissus, řecky Νάρκισσος) je v řecké mytologii syn říčního boha Kéfísa a nymfy Leiropé (Leiriopé) nebo synem pastýře Endymióna a bohyně Měsíce Seléné.
Byl to mladík poněkud plachý, ale krásný tak, že mu nadbíhaly ženy, ale i krásné nymfy. On však o žádnou z nich nestál, byl hrdý na svou krásu a dával přednost osamělým toulkám po lesích. Jeho odmítání, domýšlivost a sebeláska popouzely zejména nymfy, takže prosily bohyně Afrodítu i Nemesis, aby ho potrestaly.
Pak se do Narkissa zamilovala nešťastná nymfa Echó, kterou bohyně Héra ze msty zbavila hlasu a odsoudila ji k tomu, že Echó přestala mluvit a opakovala jen poslední slova, která zaslechla od lidí či jiných tvorů (stala se ozvěnou). Osamělá Echó se zoufale zamilovala do krásného Narkissa. Ten však její láskou pohrdal a celé dny jenom pozoroval svůj obraz, který se odrážel na vodní hladině. Trest od bohů na sebe nedal dlouho čekat. Narkissos se zamiloval do obrazu na hladině a nemohl se od něj odtrhnout. Tak dlouho se nakláněl nad hladinu, až se nakonec ve studánce utopil. Jeho tělo nebylo nalezeno, prý bylo proměněno ve žlutý květ narcisu. V Řecku byl narcis považován za květinu smrti.
Narkissovo jméno je dodnes používáno ve tvaru "narcismus" s významem označujícím samolibost, ješitnou zamilovanost k sobě samému.

## Odraz v umění
- Jedním z nejznámějších a prý i nejlepších jejích obrazů namaloval Nicolas Poussin v roce 1650 a nazval jej Narkissos a Echó. Obraz je uložen v galerii Zwinger v Drážďanech[4]
- Z antiky se zachovalo mnoho Narkissových obrazů i soch, zejména v Pompejích, krásná socha je i v Neapoli v Národním muzeu
- Obraz Narkissos a Echo od Clauda Lorraina je z roku 1644 a je v londýnské Národní galerii[5]